# 九歲縣太爺
九岁县太爷是一部中國大陸与香港合拍的電視劇，是讲述乾隆帝私生子陈文杰九岁作县令，智鬥贪官恶霸的故事。剧中陈文杰的一大绝活就是善对对联。续集为《少年大欽差》。

## 主要演員
- 曹骏 飾 陳文傑（薛白 配音）
- 吳孟達 飾 陈青云（郭政建 配音）
- 李岚 飾 陳青蓮
- 曹颖 飾 徐　蓮（唐烨 配音）
- 王光辉 飾 富尔乐（永琰）（曲敬国 配音）
- 释小龙 飾 心　远（徐小青 配音）
- 李志舆 飾 乾隆帝（李志新 配音）
- 高宝宝 饰 魏贵妃（李世榮 配音）
- 方子哥 饰 严　禄
- 李大强 饰 李　光
- 赵尔康 饰 了　然
- 羽彤 饰 刘桂香（李世荣 配音）
- 达达 饰 铁　蛋（李志新 配音）
- 李连义 饰 周管家（王磊 配音）
- 马兆刚 饰 乌班头
- 郭涛 饰 赵班头
- 李菁菁（李京京） 饰 包子西施（张欣 配音）
- 刘彦 饰 刘老实（李志新 配音）
- 刘晓 饰 王衙役
- 徐敏 饰 钱衙役
- 沈保平 饰 徐　安
- 李永田 饰 贾大师
- 李雨泽（李平） 饰 张国龙（王磊 配音）

## 主题曲
片尾曲: 满文军 (心要飞)